# Puerto de Chornomorsk
El Puerto de Chornomorsk (en ucraniano: морський порт Чорноморськ) (para 2017  Puerto de Ilichovsk o bien el Puerto Marítimo comercial de Ilichovsk (en ucraniano: Іллічівський морський торговельний порт) es un puerto en la ciudad de Chornomorsk, en el país europeo de Ucrania. Se encuentra en la costa norte-occidental de Mar Negro en el estuario de Sukhy, al suroeste de Odesa.
El Puerto Marítimo de Chornomorsk  es un puerto universal. Al otro lado del río en el pueblo de Burlatska Balka se encuentra el Puerto de Pesca de Chornomorsk y el ferry Chornomorsk, mientras que tierra adentro se encuentra la fábrica de mantenimiento de buques. En 2017, debido al cambio en el nombre de la ciudad de Ilichovsk (también llamada Illichivsk) como parte del proceso de "descomunización", del Consejo de Ministros de Ucrania, el puerto también cambió de denominación.
El puerto marítimo de mercancías de Chornomorsk aumentó el manejo de la carga en enero-mayo de 2018 en un 32,51% año con año, a 8.735 millones de toneladas.

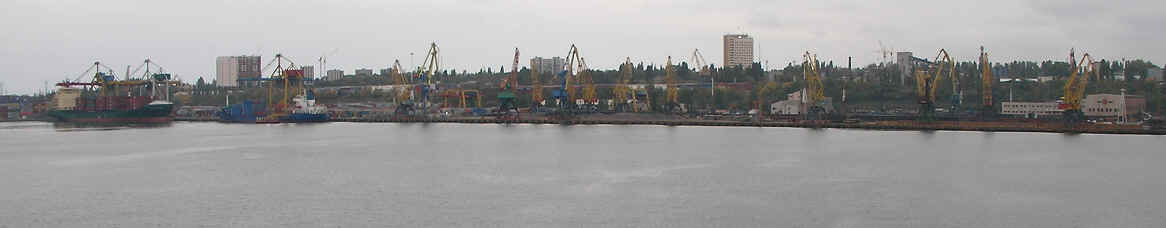
Vista del puerto.